# Letse Socialistische Sovjetrepubliek
De Letse Socialistische Sovjetrepubliek (Letse SSR) (Lets: Latvijas Padomju Sociālistiskā Republika, Russisch: Латвийская Советская Социалистическая Республика; Latviejskaja Sovjetskaja Sotsialistitsjeskaja Respoeblika) was van 1940 tot 1990 de socialistische sovjetrepubliek op het grondgebied van Letland.
In het Molotov-Ribbentroppact in 1939 tussen nazi-Duitsland en de Sovjet-Unie was het onafhankelijke Letland toegewezen aan de invloedssfeer van de Sovjet-Unie. In juni 1940 bezette het Rode Leger Letland.
De naam Letse SSR werd in augustus 1940 ingevoerd, toen Letland een deelrepubliek werd van de Sovjet-Unie. Van 1941 tot 1944 hielden de Duitsers Letland bezet, daarna werd het land heroverd door het Rode Leger. Door het communistische regime werd een politiek van Russificatie gevoerd, wat resulteerde in de aanwezigheid van een Russischtalige minderheid.
Op 4 mei 1990 verklaarde Letland zich onafhankelijk van de Sovjet-Unie.